# Adam Norrodin

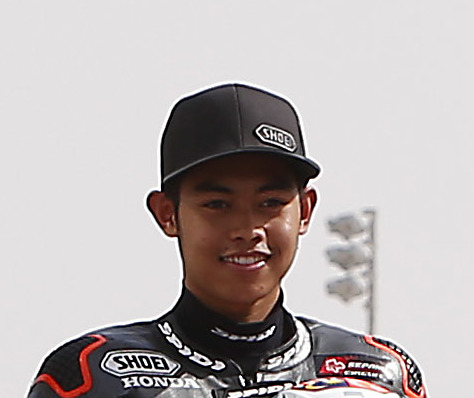
Imagem do Motociclista malaio Adam Norrodin.

Adam Norrodin (Parit Raja, 13 de junho de 1998) é um motociclista malaio, que atualmente compete na MotoGP (Moto3) pela equipe SIC Racing Team, de seu país natal.
Estreou na temporada 2016, tendo 2 11ºs lugares como melhor resultado.